# Perspective Vladimirski
La perspective Vladimirski (Владимирский проспект) est une avenue du centre historique de Saint-Pétersbourg reliant la perspective Nevski à la perspective Zagorodny. Elle s'étend du nord au sud et prolonge la perspective Liteïny depuis 1830. Elle était d'ailleurs une partie de cette perspective de 1739 à 1860.

## Histoire
Elle était parcourue depuis les années 1870 par le tramway hippomobile et depuis 1908 par le tramway électrique. Celui-ci n'est plus en activité aujourd'hui. Elle s'appelait perspective Nahimsson de 1918 à 1944. Son nom provient de la collégiale Saint-Vladimir.

## Bâtiments remarquables
- N°12: Hôtel particulier Korssakov (ancien club des Marchands), construit en 1762-1777 et reconstruit en 1826-1828 par Mikhaïlov. On y trouve aujourd'hui le théâtre Lensoviet.
- N°20: Collégiale Saint-Vladimir

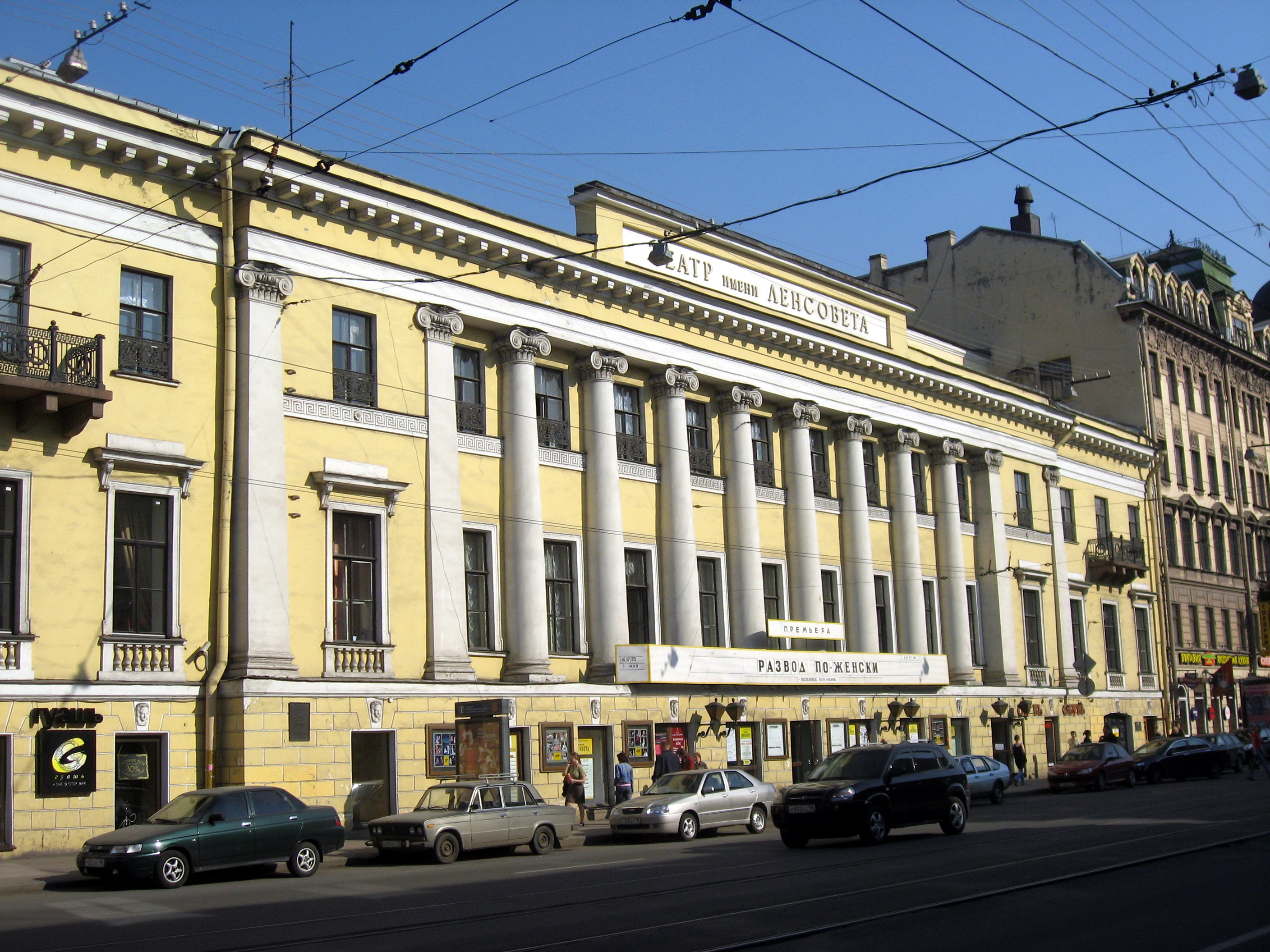
Façade du théâtre Lensoviet, dans l'ancien hôtel particulier Korssakov